# 金仁浩
金 仁浩（キム・イノ、朝鮮語: 김인호、1910年2月16日 - 1982年12月4日）は、大韓民国の政治家、実業家。第4代韓国国会議員。

## 経歴
東萊郡（現・釜山広域市）出身。東萊高等普通学校卒。東萊青年同盟委員長、建国準備委員会東萊支部総務部長・慶尚南道連合会総務部長、米軍政庁常任顧問、大同ゴム株式会社社長、自由党中央委員・東萊郡党委員長、第4代国会議員を務めた。